# Gordie Tapp
Gordie Tapp (4 de junio de 1922 – 18 de diciembre de 2016) fue un artista canadiense del mundo del espectáculo, conocido sobre todo como presentador radiotelevisivo, humorista y locutor de CBC/Radio-Canada. Fue presentado al Presidente de los Estados Unidos Gerald Ford como el narrador más divertido del mundo.

## Biografía
Su verdadero nombre era Gordon Robert Tapp, y nació en London, Ontario (Canadá). Tapp estudió en la Lorne Greene Academy of Radio Arts. Presentó Main Street Jamboree, un programa radiofónico emitido en Hamilton, Ontario en la década de 1950. Más adelante presentó el show televisivo de CBC/Radio-Canada Country Hoedown, así como The Performers, una serie de programas con jóvenes talentos canadienses, y que se grabó en grandes ciudades como Montreal, Toronto, Winnipeg y Vancouver. 
Fue intérprete y guionista del programa televisivo de variedades de la CBS Hee Haw, gracias al cual se convirtió en una estrella, y en el cual formaba pareja cantando con Archie Campbell. Además, en el show Tapp también encarnaba a varios personajes recurrentes: el tonto primo Clem, el pomposo senador Samuel B. Sternwheeler, el tendero Mr. Gordon, y Lavern Nagger, el eterno marido de Ida Lee Nagger (Roni Stoneman).
Gordie Tapp fue estrella invitada en el episodio 54 del popular programa semanal de variedades The Bobby Vinton Show en octubre de 1977. El programa se producía en Toronto y se emitía en Canadá y en los Estados Unidos. Gordie interpretó a dueto "That's Amore" con Bobby Vinton.
Tapp fue incluido en el Salón de la Fama de la Música Country de Canadá en el año 1990. Además se le concedió el ingreso en la Orden de Canadá en 1998 en consideración a su trabajo en la recolección de fondos para organizaciones tales como la campaña canadiense contra la distrofia muscular y la Easter Seals. En 1999 también ingresó en la Orden de Ontario, el honor más alto concedido en la provincia de Ontario.
En sus últimos años, Tapp trabajó como portavoz de la empresa de camas ajustables Ultramatic. Gordie Tapp falleció en Burlington, Ontario, en 2016, a los 94 años de edad.

## Discografía

### Singles
- 1971 : "Nobody's Singing Them Cowboy Songs No More"
- 1972 : "Many Others"